# كنعان بن نوح
كنعان بن نوح  أو يام بن نوح ، هو الابن الرابع للنبي نوح وزوجته واغلة، وأخو سام، حام، ويافث وأتى ذكره في الإسلام فقط. حسب الديانة الإسلامية فإنه كافر ومات غرقا في الطوفان لأنه رفض ركوب السفينة مع أبيه ولكن لم يذكر الاسم كنعان في القرآن عندما خاطب نوح ابنه الذي اعتلى الجبل بنص الايات. لقد كانت أمه واغلة كافرة أيضا فلاقت نفس المصير لأنها رفضت الركوب كذلك أما إخوته الثلاثة وزوجاتهم و امرأته هو فكانوا كلهم مؤمنين فركبوا جميعا. لم يكن لكنعان مع زوجته أي ذرية عكس إخوته الأخرين.

## نسبه من أبيه
هو كنعان بن نوح بن لامك بن متوشلخ بن إدریس بن يرد بن مھلائیل بن قینان بن أنوش بن شیث بن آدم أبي البشر.

## نسبه من أمه
هو كنعان بن واغلة أو نعمة بنت لامك بن متوشائيل بن مهويائيل بن عيراد بن خنوخ بن قابيل بن آدم أبي البشر.

## مصيره في الآخرة
بحسب المعتقد الإسلامي، فإن كنعان قد غرق كافرا وخسر الدنيا والآخرة فهو من أصحاب الجحيم. ولم تنفعه درجة نسبه لأبيه لأنه كذبه وعصاه ولم يؤمن بما جاء به من عند الله.

## ذكره في القرآن الكريم
كنعان بن نوح وهو الذي نزلت به هذه الآيات من سورة هود في القرآن الكريم: ﴿وَقَالَ ارْكَبُوا فِيهَا بِسْمِ اللَّهِ مَجْرَاهَا وَمُرْسَاهَا إِنَّ رَبِّي لَغَفُورٌ رَحِيمٌ ۝٤١ وَهِيَ تَجْرِي بِهِمْ فِي مَوْجٍ كَالْجِبَالِ وَنَادَى نُوحٌ ابْنَهُ وَكَانَ فِي مَعْزِلٍ يَا بُنَيَّ ارْكَبْ مَعَنَا وَلَا تَكُنْ مَعَ الْكَافِرِينَ ۝٤٢ قَالَ سَآوِي إِلَى جَبَلٍ يَعْصِمُنِي مِنَ الْمَاءِ قَالَ لَا عَاصِمَ الْيَوْمَ مِنْ أَمْرِ اللَّهِ إِلَّا مَنْ رَحِمَ وَحَالَ بَيْنَهُمَا الْمَوْجُ فَكَانَ مِنَ الْمُغْرَقِينَ ۝٤٣ وَقِيلَ يَا أَرْضُ ابْلَعِي مَاءَكِ وَيَا سَمَاءُ أَقْلِعِي وَغِيضَ الْمَاءُ وَقُضِيَ الْأَمْرُ وَاسْتَوَتْ عَلَى الْجُودِيِّ وَقِيلَ بُعْدًا لِلْقَوْمِ الظَّالِمِينَ ۝٤٤ وَنَادَى نُوحٌ رَبَّهُ فَقَالَ رَبِّ إِنَّ ابْنِي مِنْ أَهْلِي وَإِنَّ وَعْدَكَ الْحَقُّ وَأَنْتَ أَحْكَمُ الْحَاكِمِينَ ۝٤٥ قَالَ يَا نُوحُ إِنَّهُ لَيْسَ مِنْ أَهْلِكَ إِنَّهُ عَمَلٌ غَيْرُ صَالِحٍ فَلَا تَسْأَلْنِ مَا لَيْسَ لَكَ بِهِ عِلْمٌ إِنِّي أَعِظُكَ أَنْ تَكُونَ مِنَ الْجَاهِلِينَ ۝٤٦ قَالَ رَبِّ إِنِّي أَعُوذُ بِكَ أَنْ أَسْأَلَكَ مَا لَيْسَ لِي بِهِ عِلْمٌ وَإِلَّا تَغْفِرْ لِي وَتَرْحَمْنِي أَكُنْ مِنَ الْخَاسِرِينَ ۝٤٧﴾ [هود:41–47]

## مقالات ذات صلة
- نوح
- امرأة نوح
- سام
- حام
- يافث